# Dolgaja
La Dolgaja (in russo Долгая?) è un fiume della Russia, affluente di sinistra del fiume Luga. Scorre nei rajon  Slancevskij, Lužskij e Kingiseppskij dell'oblast' di Leningrado.
Dal piccolo lago Kolpino scorre un torrente senza nome che attraversa due laghi chiamati Kolpanjatki sfociando poi nel lago Spass-Kotorskoe. Da lì esce con il nome di Dolgaja vicino al villaggio di Budilovo. Nei pressi di Filevo entra nel lago Dolgoe. La foce del fiume si trova a 93 km lungo la sponda sinistra del fiume Luga. La lunghezza del fiume è di 91 km, il bacino idrografico è di 830 km².